# Pteroctopus tetracirrhus
Pteroctopus tetracirrhus é uma espécie de molusco pertencente à família Octopodidae.
A autoridade científica da espécie é Delle Chiaje, tendo sido descrita no ano de 1830.
Trata-se de uma espécie presente no território português, incluindo a zona económica exclusiva.